# مهرجان القاهرة السينمائي الحادي والثلاثون
مهرجان القاهرة السينمائي الدولي في دورته الحادية والثلاثون أقيم في الفترة من 27 نوفمبر إلى 7 ديسمبر 2007. شارك في الدورة «56» دولة أجنبية وعربية ويصل إجمالي الأفلام المشاركة في أقسام المهرجان المختلفة إلى «159» فيلما من بين «45» فيلما وصلت لإدارة المهرجان. واختارت إدارة مهرجان القاهرة السينمائي الدولي إنجلترا لتكون ضيف شرف المهرجان وسيعرض لها عشرون فيلما من أحدث ما أنتجته السينما البريطانية عامي «006 ـ 007»، وعين المخرج الإنجليزي نيكولاس رويغ رئايسل لجنة التحكيم. ويحتفي المهرجان بالسينما الرومانية الجديدة حيث نظم لها قسما خاصا عرض خلاله أهم سبعة أفلام من أهم مما قدمته السينما الرومانية وبدأت هذه العروض بفيلم «4 أشهر و3 أسابيع ويومان» للمخرج كريستيان مونغيو، الذي سبق له وفاز بجائزة السعفة الذهبية بمهرجان «كان» السينمائي الدولي عن عمله في الفيلم.
تشارك السينما التركية في المهرجان بأحدث ما أنتجته السينما التركية خلال عام 2007، وذلك بعرض أربعة أفلام وهي «الشرطي» إخراج أنور أونلو وبطولة هالوك ببلجنر وأوزغو نامال وراجيب ساماز و«الوسادة المتحجرة» و«آدم والشيطان» إخراج باريس بيرحسن وبطولة كيم أوزيي ونرجل ديسليكاوي وديريا الأبورا و«العثماني الأخير» إخراج مصطفى سيفكي وبطولة كينفان أيمبدز اليوجلو وكانو ديري وايمين بوزيتب.

## لجنة التحكيم
| - نيكولاس رويغ، مخرج (رئيس الهيئة). - تشانغ جينغشو، ممثلة. - هشام سليم، ممثل - ساندرا نشأت، مخرجة - إنيدي إديكو، مخرجة - تيلدا كورسي، منتج - مون سو ري، ممثلة - جيلالي فرحاتي، مخرج وكاتب - كريستوف زانوسي، مخرج وكاتب - محمد الصالح هارون، مخرج (اعتذر عن الحضور لمرضه المفاجئ) - نورغول يشيلتشاي، ممثلة | منافسة الديجيتال | - مفيدة التلاتلي، مخرجة تونسية - هالة خليل، مخرجة مصرية |

## الأفلام المشاركة

### المسابقة الرسمية
الأفلام التالية تنافست على جائزة الهرم الذهبي.
| العنوان بالعربي     | العنوان الأصلي     | إخراج               | الدولة  |
| ------------------- | ------------------ | ------------------- | ------- |
| ألوان السماء السبعة | ألوان السما السبعة | سعد هنداوي          | مصر     |
| على الهواء          | ع الهوا            | إيهاب لمعي          | مصر     |
| العدو الحميم        | L'ennmie intime    | فلورينت إيميلو سيري | فرنسا   |
| لا رحمة             | Nincs kegyelem     | إليمر راجالي        | المجر   |
| الحياة في مترو      | Life in a Metro    | أنوراج باسو         | الهند   |
| أنا، الآخر          | Io, l'altro        | محسن مليتي          | إيطاليا |
| أوبرا               | Ópera              | خوان باتريسيو       | المكسيك |
| في انتظار بازوليني  | في انتظار بازوليني | داوود اولاد السيد   | المغرب  |
| عود الورد           | عود الورد          | حسن زينون           | المغرب  |
| بسم الله            | خدا کے لیے         | شعيب منصور          | باكستان |

### مسابقة أفلام الديجيتال
الأفلام التالية عرضت في مسابقة أفلام الديجيتال الروائية.
| العنوان بالعربي     | العنوان الأصلي          | الفنان                     | الدولة |
| ------------------- | ----------------------- | -------------------------- | ------ |
|                     | Ararat: 14 Views        | دون أسكاريان               |        |
| الصفقة              | El trato                | فرانسيسكو نوردن            |        |
| LaBoom! Exclusive   | LaBoom! Exklusiv        | جيفري برلين جرين           |        |
|                     | Sovia: Death Hospital   | روبرت فرانك                |        |
| بيت الجميلة النائمة | 眠れる美女              | أكيمي تاتشيبانا            |        |
|                     | Marrakech Inshallah     | ستيفن بيرس & كريستيان بيرس |        |
| Little Moth         | 血蝉                    | Peng Tao                   |        |
|                     | The High Cost of Living |                            |        |
| الانكليزي           | The Englishman          | إيان سيلار                 |        |
|                     | American Combatant      | تشارلز ليبين               |        |
|                     | For Never               | آدم زايد                   |        |

### مسابقة الأفلام العربية
الأفلام التالية عرضت في مسابقة الأفلام العربية.
| العنوان            | إخراج                 | الدولة |
| ------------------ | --------------------- | ------ |
| المنزل الأصفر      | عمور حكار             | /      |
| كارتوش فولواز      | مهدي شارف             | /      |
| الغابة             | أحمد عاطف             |        |
| بلد البنات         | عمرو بيومي            |        |
| ألوان السما السبعة | سعد هنداوي            |        |
| ع الهوا            | إيهاب لمعي            |        |
| سكر بنات           | نادين لبكي            |        |
| في انتظار بازوليني | داوود اولاد السيد     |        |
| عود الورد          | حسن زينون             |        |
| ملائكة الشيطان     | أحمد بولان            | المغرب |
| خارج التغطية       | عبد اللطيف عبد الحميد | سوريا  |
| الهوية             | غسان شميط             | سوريا  |

### أفلام خارج المنافسة
- رينديشن، فيلم أمريكي.
- القلب الكبير، فيلم أمريكي.

## الجوائز
الفائزون في مهرجان القاهرة السينمائي الدولي 2007:
- الهرم الذهبي: العدو الحميم للمخرج فلوران إميليو سيري
- الهرم الفضي: بسم الله للمخرج شعيب منصور
- أفضل مخرج: فلوران إميليو سيري عن العدو الحميم
- أفضل ممثل: ألبرت دوبونتل عن دوره في العدو الحميم
- أفضل ممثلة: مارينا ماغرو عن أوبرا
- جائزة سعد الدين وهبه (أفضل سيناريو): الهولندي ألبرت تير هيرديت عن فيلمه الضربات
- جائزة نجيب محفوظ (أفضل عمل أولي): المخرج المكسيكي خوان باتريكيو عن فيلمه أوبرا
- جائزة يوسف شاهين (أفضل إبداع فني): الفيلم التركي في انتظار الجنة
- أفضل فيلم عربي: في انتظار باسوليني
- شهادة تقدير خاصة في مسابقة الأفلام العربية:
  - ألوان السما السابعة للمخرج سعد هنداوي
  - سكر بنات للمخرجة نادين لبكي
- الجائزة الذهبية لأفلام الديجيتال: الفيلم الصيني الفراشة الصغيرة
- الجائزة الفضية لأفلام الديجيتال: الفيلم البريطاني الرجل الإنجليزي
- الاتحاد الدولي للنقاد السينمائيين: خوان باتريكيو عن فيلمه أوبرا